# Senketsu No Night Club
Senketsu No Night Club ist eine 2018 debütierte Post-Industrial- und Dark-Jazz-Band.

## Geschichte
Der italienische Post-Industrial- und Dark-Jazz-Musiker Adriano Vincenti von Macelleria Mobile di Mezzanotte und Detour Doom Project initiierte Senketsu No Night Club gemeinsam mit dem italienischen Post-Industrial-Musiker Giovanni Leonardi von Siegfried und Carnera sowie mit dem Dark-Jazz-Saxophonisten Ian Ferguson von The Sarto Klyn V. aus Leidenschaft für und Interesse an japanischer Pornografie sowie japanischer Pop- und Subkultur. Für eine konzeptionelle und visuelle Aufbereitung sowie eine gesangliche Unterstützung kooperiert das Musiker-Trio dauerhaft mit der japanischen Performance- und Videokünstlerin Furachi Life. Als weiteren Inspirationspunkte führt die Gruppe erotische Literatur von Mishima Yukio und Georges Bataille an. Das als Experiment entstandene und 2018 über Old Europa Café und Signora Ward Records veröffentlichte Senketsu No Night Club war die erste Kooperation von Leonardi und Vincenti, die sich nachkommend weitere Kooperationen wünschten und die Erfahrung der Zusammenarbeit als inspirierend und aufregend wahrnahmen. Aufbauend wurde Senketsu No Night Club zu einem dauerhaften Projekt und beide kooperierten auch in anderen Konstellationen miteinander.
In den auf die Gründung folgenden Jahren folgten mit Shikkoku 2018, 餌食 Ejiki 2019 und 沈丁花 2020 weitere Alben die zumeist über Dark Jazz Records, einem Subunternehmen von Aquarellist, und Signora Ward Records veröffentlicht wurden sowie erste Auftritte des Projektes. Den Auftritt beim italienischen Post-Industrial-Festival Destination Morgue veröffentlichte Senketsu No Night Club als Live at Destination Morgue Festival X 2020. Hinzukommend erschienen Split-Veröffentlichungen mit No Nation 2020 und Contagious Orgasm 2019 sowie EP- und Single-Veröffentlichungen.

## Stil
Die Gruppe bezeichnet ihren Stil als „Noir Jazz Noise Doom“ und nimmt damit Bezug auf den mehrfach attestierten Crossover aus Noise, Post-Industrial und Dark Jazz, der von Senketsu No Night Club auf den Veröffentlichungen in unterschiedlichen Gewichtung präsentiert wird. Als Referenz für den Dark Jazz werden Bohren & Der Club of Gore, The Kilimanjaro Darkjazz Ensemble  und Dale Cooper Quartet & the Dictaphones angeführt. Die Gruppe moduliere Dark Ambient, Dark Jazz mit atmosphärischer Nähe zu Filmmusik-Arrangement, vor deren Hintergrund Ian Fergusons Saxophon als „einzige Wärmequelle“ und „die Hysterie von Furachi“  als einziger „Hauch von Menschlichkeit“ wahrgenommen wird. Die Grundlage blieden Arrangement der Synthesizer, die Mitunter mit Filmen wie Blade Runner assoziiert werden, während das Saxophon als „langsame, dunkle und romantische Neigung“ im Klangbild hervorstich.

## Rezeption
Die Veröffentlichungen von Senketsu No Night Club erfuhren Rezeption in unterschiedlicher Intensität. Insbesondere die italienische Ausgabe des Magazins Metal Hammer widmete sich wiederholt den Veröffentlichungen und lobte diese anhaltend. 
Das Debüt wurde als eine scheinbar chaotische „ideale Traumdimension“ sowie als „originell“ und „speziell“ gelobt. Ähnlich positiv wurde Shikkoku beurteilt. Ebenso gelungen jedoch „trauriger, ruhiger und nächtlicher“ als das Vorgänger-Werk sei das zweite Album geworden schrieb Giuseppe Cassatella für Metal Hammer. Michael Barnett lobte das Album für This is Darkness gar als Verbesserung gegenüber dem Debüt, insbesondere lobte er die Reduzierung des Noise-Anteils zu Gunsten einer verstärkten Konzentration auf den Dark Jazz. Als Veröffentlichung, die über bloße „Intimität hinausgeht und ein Gefühl melancholischer Ekstase“ enthalte lobte Alex Pietrogiacomi Shikkoku für Il Bicchieri di_Verso. Zanini Marco bescheinigte für Il Blog I Gufi narranti der Gruppe mit dem Album eine „sehr erfolgreiche Fusion“ ihrer Herkunfts-Kulturen zu repräsentieren. Für seine zu Ukiyozoshi verfassten Rezension für Metal Hammer griff Cassatella seine Besprechung von Shikkoku auf und verglich die Alben, wobei er Ukiyozoshi als „mutiges Kapitel“ das voll von einer anderen Energie sei, ebenfalls positiv beurteilte. Das Album sei „destruktiv und unerbittlich“. 餌食 Ejiki sah Cassatella als Neubeginn des Projektes. Er blieb bei einer hohen Beurteilung verwies jedoch darauf, dass sich hier anscheinend der rote Faden vorheriger Veröffentlichungen nicht fortsetzte, obwohl die Musik ähnlich bleibe. Patsker lobte für Merchants of Air insbesondere den Anteil von Ian Ferguson und schrieb der Band zu sich mit 餌食 Ejiki auf ein höheres Niveau zu begeben.

## Diskografie
- 2018: Senketsu No Night Club (Album, Old Europa Café/Signora Ward Records)
- 2018: Shikkoku (Album, Dark Jazz Records/Signora Ward Records)
- 2019: Ukiyozoshi (Split-Album mit Contagious Orgasm, Dark Jazz Records/Signora Ward Records)
- 2019: 餌食 Ejiki (Album, Dark Jazz Records/Signora Ward Records)
- 2020: 沈丁花 (Album, Dark Jazz Records/Signora Ward Records)
- 2020: 剣刃上の雪 “La Neve Sulla Lama” (Split-Single mit No Nation, Creative Institute/Signora Ward Records)
- 2020: Live at Destination Morgue Festival X (Live-Album, Signora Ward Records)
- 2020: 顔のない眼 (Single, Signora Ward Records)
- 2021: 食用花 (EP, Signora Ward Records)
- 2022: 耽溺は深くゆっくりと (Album, Signora Ward Records)